# Real Colegio de las Escuelas Pías
Las Escuelas Pías Antigua Universidad, se ubican en la plaza Escuelas Pías, extramuros al Norte de la villa, junto a la Puerta de Valencia, donde se encontraba una pequeña iglesia dedicada a San Sebastián, en el municipio de Gandía, en la comarca de La Safor, de la provincia de Valencia. Se trata de un edificio catalogado como Bien de interés cultural, con número de anotación ministerial R-I-51-0005015, según información de la Dirección General de Patrimonio Cultural, de la Consejería de Turismo, Cultura y Deportes de la Generalidad Valenciana.

## Historia
El edificio de las Escuelas Pías en un primer momento era la antigua universidad de Gandía. En 1549 el duque Francisco de Borja la fundó gracias a la bula papal del 4 de noviembre, confirmada por el Emperador Carlos I, para más tarde donarla a la Compañía de Jesús. En 1767 los Jesuitas fueron expulsados del territorio español, lo cual provocó la desaparición de la universidad de Gandía, que abandonada, se utilizó trató de utilizar como casa de misericordia, para lo cual se le dotó de 50 habitaciones para familias pobres, pero luego no se hizo uso de ellas. En 1806 pasó a manos de los Escolapios, que acabaron utilizando el edificio para diversas actividades docentes. En este edificio se imparten todos los cursos de Infantil, E.S.O. y Bachillerato, siendo un instituto concertado bajo la dirección de los Escolapios.

## Descripción
El edificio contaba con celdas, refectorios, una enfermería y varias oficinas, todo lo cual se realizó en la primera etapa de construcción; así como aulas académicas y una iglesia, de posterior construcción, que se levantó a partir de 1605, cuando la antigua iglesia de San Sebastián se derribó para construir otra de mayores dimensiones. 
En la fachada principal se encuentran cinco estatuas de miembros de la Casa de Borja.
La nueva iglesia tiene una sola nave con crucero, el cual presenta una cúpula en cuyas pechinas se representan los cuatro escudos de la Casa Ducal. Entre los años 1883 y 1884 se reforma la iglesia y se erige la capilla de la Comunión en la pared de la sacristía, poniendo la entrada en la puerta de la cabecera de la iglesia que se utilizaba para acceder al huerto. En el claustro hay una inscripción que data en este momento la realizaron de dos nuevas fachadas, una en la plaza del Colegio (con balcones y celosías), y la otra en la Alameda del Prado(con ventanas cuadrangulares).